# Fabro
Fabro è un comune italiano di 2 581 abitanti della provincia di Terni in Umbria.

## Geografia fisica

### Territorio
Il comune di Fabro è ubicato su un colle di 364 m.s.l.m che si affaccia sulla parte più meridionale della Val di Chiana, nota anche come Val di Chiana romana, nell'Umbria occidentale. Il suo territorio si trova in prossimità del confine con la Toscana e con il Lazio e tra le province di Terni, Perugia, Siena e Viterbo. Fa parte della Comunità Montana Monte Peglia e Selva di Meana.
Il comune possiede anche un'exclave: Poggiovalle, tra il comune di Città della Pieve e la Toscana.
Il territorio è composto di un grande accumulo di sabbie e argille plio-pleistoceniche di origine marina.

### Clima
- Classificazione climatica: zona D, 2027 GR/G

### Origine geologica del territorio
Come tutta la Val di Chiana, dal Pliocene Inferiore alla prima parte del Pleistocene Inferiore (dai 2 ai 1,8 milioni di anni fa) il territorio costituì il fondale dell'antico Mar Tirreno. Testimoniano a presenza del mare i numerosi fossili che si possono trovare passeggiando tra le crete, come gasteropodi (natica e turritella), lamellibranchi (pecten, ostrea e venus) e scafopodi (dentalium).

### I calanchi di Fabro
La presenza di argille e crete di origine marina dilavate dall'erosione degli agenti atmosferici ha provocato nella zona sud-orientale di Fabro un fenomeno geomorfologico notevole: i calanchi.
Questi sono ampie fenditure nel terreno intervallate da sottili crinali e zone pianeggianti.
A causa dell'erosione questi valloni argillosi possono essere poveri di vegetazione poiché in continua evoluzione.
Il paesaggio dei calanchi, infatti, non è mai uguale. Tuttavia l'ambiente è costellato di piccoli prati, arbusti e boschetti dove vive una ricca fauna selvatica.

### L'ambiente naturale
L'ambiente naturale calanchivo è quello caratteristico dei terreni argillosi, con la presenza di erbe, arbusti e piccoli boschi. Vi si trovano la gramigna, l'erba mazzolina, la tussilagine comune, il cardo, il forasacco, il dente di leone e altre. Dove il terreno permette la crescita di piccoli boschetti, crescono roverelle, lecci e olmi campestri. La vegetazione arbustiva è molto ricca: tra gli altri, la ginestra odorosa, il corniolo sanguinello, il ginepro, la rosa canina, il caprifoglio, qui detto manina della Madonna, i prugnoli selvatici, ecc.
La natura argillosa del terreno permette la formazione di piccoli ristagni d'acqua o laghetti stagionali, dove l'ambiente diventa di tipo palustre, con canne, tife e cannucce, abitato da raganelle, bisce, tritoni e vari insetti acquatici.
Nella stagione primaverile fioriscono numerose erbe, tra cui la veronica, le orchidee selvatiche, l'astro, il fiordaliso, i ranuncoli, le margherite e i fiori del rovo. A fine agosto i abitanti raccolgono le more per farne le marmellate.
Tra i mammiferi vi sono cinghiali, caprioli, tassi, ricci, istrici, volpi, lepri e lupi. La vegetazione spontanea costituisce punto di sosta per numerose specie di uccelli migratori e habitat di uccelli tipici di queste zone, come il falco pellegrino e il gheppio, i rapaci notturni (barbagianni e civetta), i colombacci, le cornacchie grigie, le ghiandaie, le gazze, le taccole, i merli e i picchi rossi minori. Fino a circa gli anni '70 del `900 nei calanchi vi era una forte presenza di starna e succiacapra, oggi estinti nella zona.

## Storia

### Epoca etrusca
Nel periodo etrusco l'odierno comune di Fabro segnava il confine degli antichi territori di Clevsi e Velzna, ossia di Chiusi e di Orvieto, due delle più importanti città dell'Etruria. Allo stato attuale delle ricerche non è possibile stabilire a quale delle due città apparteneva il territorio fabrese.
Testimonianza della presenza etrusca sono due lingotti di rame ferroso, oggetti di valore pre-monetale e probabilmente legati al culto, rinvenuti in un luogo non ben identificato del comune di Fabro a metà '800.
In base a quanto riportato da chi si occupò del ritrovamento, avevano una decorazione impressa su entrambe le facce che li faceva rientrare nella tipologia dell'aes signatum. Un lingotto era ornato con il cosiddetto ramo secco e pesava meno di 1 kg, l'altro recava la cosiddetta lisca di pesce e aveva il peso di poco più di 1,1 kg. Non si sa se questi siano stati trovati nello stesso luogo. Dopo il ritrovamento furono inviati a Firenze, andando a ingrandire la collezione di antichità del marchese Strozzi. Sono stati datati al V sec. a.C.

### Epoca romana
Testimonianza della presenza romana, invece, è rappresentata dal ritrovamento del XVII miliare della Via Traiana Nova e dal ritrovamento di alcune tombe alla cappuccina di epoca tardo-antica.
Il XVII Cippo Miliare della Via Traiana Nova costituisce il più noto ritrovamento avvenuto tra i comuni di Fabro e Ficulle ed è conservato nel portico antistante il Museo dell'Opera del Duomo di Orvieto.
Il Cippo fu rinvenuto nel 1925 in un terreno del vocabolo Polvento di proprietà della Parrocchia di Fabro. Secondo gli archeologi e i testimoni che lo trovarono, il cippo era in situ ed era solamente reclinato a terra. Il cippo riporta il numero 17, che indicava la distanza del miliare dal punto di origine della strada, Bolsena: 17 miglia romane (1,480 m), ossia poco più di 25 km.
L'altro ritrovamento fu effettuato nel 1881 in località Casali, oggi in prossimità dello svincolo autostradale. Furono scoperte tre tombe alla cappuccina, probabilmente pertinenti ad una necropoli mai indagata. Le tombe avevano pareti di mattoni a libretto uniti da malta con copertura di tegole legate da uno spesso strato di calcestruzzo. La prima tomba era femminile, con orientamento Est-Ovest; il suo corredo era tipicamente femminile con un osso crinale, uno spillo per trecce ed elementi di collana. La seconda tomba era di un bambino il cui corpo era adagiato su una lastra di bardiglio ceruleo, con copertura in calcare bituminoso. Della terza tomba, di cui si non si conosce nulla sulla natura del defunto, si sa solo che lastra per la deposizione del corpo era di calcite cristallizzata. Dall'area circostante sono emerse lucerne, frammenti di grandi anfore puntute ed un condotto in laterizio di 58 cm con iscrizione SABINIANI N, con prime due N scritte retrograde.

### Epoca altomedievale
La prima prova documentale dell'esistenza di un insediamento di Fabro risale al giugno del 1118 quando i suoi boni homines (i notabili dell'abitato) furono chiamati come testimoni alla vendita dei diritti feudali che il Conte Rinaldo Aldobrandini aveva sul Monastero di San Pietro Acquaeortus. Questo documento colloca l'origine del villaggio di Fabro nel Primo Incastellamento, quella fase storico-archeologica che vede la nascita dei primi castelli tra il X e la metà del XII secolo.
Il nome Castrum Fabri, con cui il paese era noto nei documenti medievali, è attestato con certezza a partire dal XIII secolo. Il termine castrum non deve trarre in inganno sull'origine di questo paese, poiché sebbene in età latina questa parola identificasse un accampamento militare, dall'Alto Medioevo in poi andò a designare tutti gli insediamenti dotati di una fortificazione più o meno duratura.

#### L'origine del nome
Per assonanza il nome di Fabro rimanda all'idea del fabbro ferraio, come molti dei luoghi che si chiamano in modo simile, uno su tutti Fabriano. Questa idea è stata suffragata anche dal simbolo civico su cui è raffigurata un'incudine con un martello posti su un ceppo. Lo stemma civico ha indotto a ritenere che il nome del paese derivasse dalla grande diffusione dell'arte della lavorazione del ferro nel territorio comunale, ma questo simbolo è rappresentato nei documenti dell'archivio storico comunale solo a partire dal XVI secolo.
Il toponimo più antico di Fabro risale al 1118 ed è uguale a quello contemporaneo, ossia Fabro, mentre nel medioevo il tiponimo era Castrum Fabri, ossia il castello di Fabro. Un'ipotesi verosimile è che Fabri (di Fabro), possa essere stato il genitivo del nome dell'antico possidente, di cui si ignora il casato, che diede la spinta iniziale alla nascita del nucleo originario del paese, che veniva identificato come il "castello del signor Fabro". Il nome Fabro, infatti, era un nome italico assai diffuso. Nel Codice Diplomatico Longobardo, ad esempio, vi è un Fabrulo citato in un contratto di vendita del 750 d.C. nella città di Chiusi, in cui faceva da testimone. Fabrulo è costituito da nome Fabr + olo suffisso diminutivo.

### Epoca medievale
Dal Medioevo in poi, il castello di Fabro fu sottoposto alla giurisdizione di Orvieto a cui pagava tributi e della quale seguì le alterne vicende storiche, le vittorie come le sconfitte.
Durante le battaglie tra Guelfi e Ghibellini, Fabro fu una roccaforte ghibellina, feudo della potente famiglia orvietana dei Filippeschi. Nel 1272, a seguito dell'omicidio di un esponente della famiglia Pandolfini alleata dei guelfi Monaldeschi, fu fatto un processo e furono convocati come testimoni 22 uomini dal castello di Fabro. Questi, però, preferirono non presentarsi in tribunale e pagare la multa piuttosto che subire ritorsioni dai Filippeschi.
Nel 1295, Orvieto inviò messer Orlandino del Veglio da Lucca, capitano del popolo, al castello di Fabro per distruggere i beni dei ghibellini. La lotta contro i ribelli comportava per Orvieto una grande spesa, tanto che chiedeva sussidi in tutti i suoi territori.
Nel 1300, Fabro ebbe come visconte Spinuccio Monaldeschi.
In questo stesso anno, Bonifacio VIII indisse il primo Giubileo della storia. Per questa occasione il Comune di Orvieto inviò a Roma la Cavalleria del Comune per guardia e sicurezza della città e del papa. Dal nostro territorio partirono 20 fanti da Camporsevoli, 12 da Monte Orvietano, 20 da Fabro, 100 da Ficulle, 20 da Monteleone, 20 da Montegabbione, 6 da Carnaiole e 6 da Montegiove, ecc..
Dopo la disfatta della famiglia Filippeschi nel 1313, Fabro entrò a far parte dei possedimenti della famiglia guelfa vincitrice, i Monaldeschi.
Dopo la morte del tiranno di Orvieto Manno Monaldeschi, avvenuta nel 1337, sorse nuovamente una sanguinosa lotta interna alla città che coinvolgeva le fazioni di Muffati e Malcorini. Questa volta non si combatteva tra filo-imperiali e filo-papali, ma all'interno della stessa fazione filo-papale e della stessa famiglia dei Monaldeschi. Questa dapprima si divise in 4 rami, i Monaldeschi della Cervara, della Vipera, del Cane e dell'Aquila, e furono in lotta tra loro per la supremazia in Orvieto. In seguito si schierarono a due a due per il sostegno a Papa Urbano VI tornato da Avignone o il sostegno a Clemente VII antipapa. Fabro rientrò tra i possedimenti della fazione Malcorina, essendo di proprietà di Bonconte Monaldeschi della Vipera.
Nel 1345, Fabro rientrò negli accordi di pace tra i Conti di Montemarte e il Comune di Orvieto, poiché i conti lo avevano conquistato e inserito nei loro possedimenti, insieme a Cetona, Ficulle, Camporsevoli e Torre. In base al trattato i castelli tornarono in mano ad Orvieto, e Fabro fu amministrato dalla città per mano del Capitano del Popolo di Orvieto messer Angelino Salimbeni.
Nel 1355, Ugolino Montemarte Conte di Corbara, nell'ottica di ampliare i suoi possedimenti e la potenza territoriale, acquista i diritti sui castelli di Fabro, San Casciano dei BagniBenano, Castrorvietano, Salci, Montegabbione e Cetona. Nel 1385, Fabro, essendo possesso dei Montemarte, rientrava ancora nei possedimenti della fazione dei Malcorini, insieme a Monteleone, Montegabbione, Salci, Cetona, Benano, Montarso, Ficulle, Montegiove, Aqualta, Camporsevoli e molti altri luoghi attorno ad Orvieto.
Ancora durante la guerra tra Malcorini e Muffati, Fabro insieme a Salci e Castel Peccio (San Michele in Teverina), fu devastato dal capitano di ventura Corrado di Altimberg nel maggio del 1389 e Francesco di Montemarte dovette pagare 165 fiorini.
Nel 1392, invece, i capitani di ventura Anderlino Trotti e Johanne Todesco di Pietramala vennero nel nostro territorio con il loro esercito di Bretoni e portarono “il guasto” a Fabro, Salci, Cetona e Camporsevoli (possedimenti dei Montemarte), facendo 30 prigionieri e un danno per 700 some di grano. La meta di questa masnada di Bretoni era in realtà Orvieto, per ordine di Bernardo della Cervara che voleva che fosse messa a sacco per ottenerne la signoria. Nel luglio del 1392, il Francesco Montemarte Conte di Corbara, che scrisse un'opera storica sulla sua famiglia e gli avvenimenti a cui prese parte, riportò che Fabro fu distrutto dalla brigata di Messer Broglia e di messer Brandolino dicendo che “non ci rimase bestia veruna et pochi huomini che non pigliassero”.
Nel 1394, Fabro fu il punto di partenza di una violenta incursione nelle coltivazioni di grano di Castel Viscardo e San Vito, comandata da Ranuccio di Montemarte e messer Guido da Siena a capo di 200 cavalli.

### Epoca rinascimentale

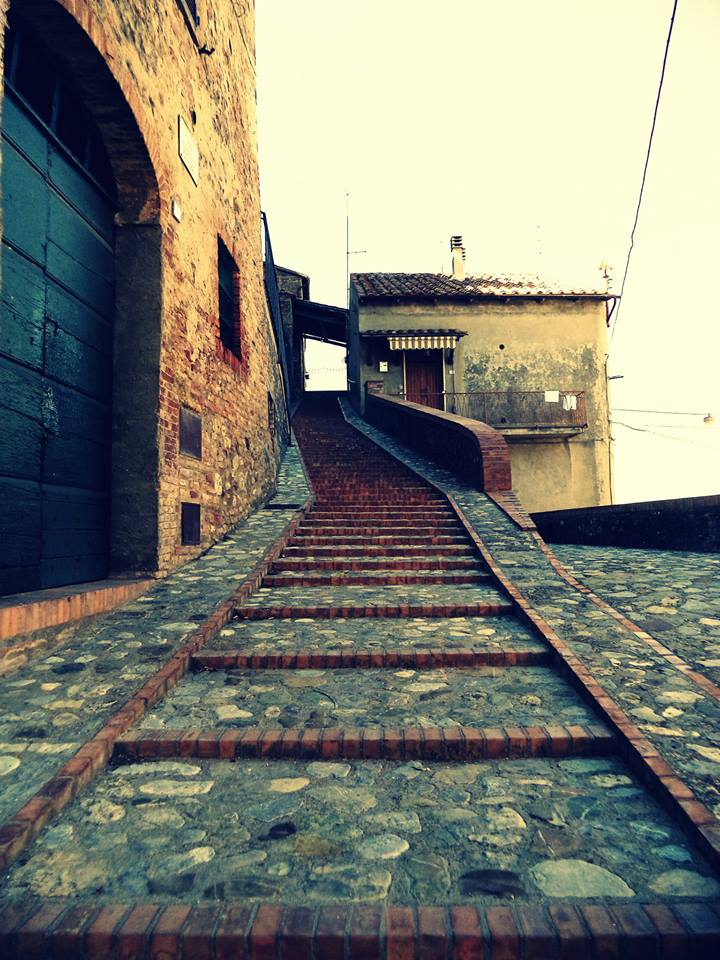
Scalette che conducono all'antico Castello di Fabro

Fabro fu possedimento della famiglia Montemarte Conti di Corbara a partire gli anni successivi al 1355 fino alla seconda metà del ‘400. Alla metà del XIV secolo, infatti, Ugolino di Montemarte, deciso ad ampliare i suoi possedimenti lungo i fiumi Paglia e Chiani, si dedicò all'acquisizione di beni fondiari a nord di Orvieto dove entrò in possesso dei centri castrensi di Fabro, S. Casciano dei Bagni, Benano, Torre, Castello Orvietano e Salci, Montegabbione e Cetona. Alla sua morte nel 1388, i suoi beni passarono al fratello Francesco, il famoso uomo d'arme. Quest'ultimo, grazie a Papa Bonifacio IX, nel 1397 entrò in possesso anche di Monteleone e Camporsevoli con la tassazione di un falcone all'anno per la festa di San Pietro.
In seguito alla morte di Francesco nel 1401, che nel corso del tempo non aveva mai pagato la tassa, i possedimenti furono confiscati dal papa. Il figlio Ugolino, però, riuscì a rientrarne in possesso per sé e per i suoi discendenti grazie a Papa Niccolò V. Il figlio di Ugolino, Niccolò detto il Fracassa morì però senza figli, per cui i beni furono nuovamente confiscati a causa della sua militanza a favore della Repubblica di Firenze. Pertanto Fabro e gli altri feudi andarono nelle mani di Bartolomeo della Rovere, nipote di Papa Sisto IV e fratello di Giulio II, nel 1480. Il Comune di Orvieto, l'anno seguente, nel 1481, comprò i castelli da Bartolomeo per 4000 ducati d'oro con il consenso del Papa.
Nel momento della vendita, però, Manfilia contessa di Corbara, figlia di un fratello del Fracassa, avanzò diritti di successione e iniziò una lunga causa legale che ebbe scarsi risultati. Il marito di lei, Cesario Bandini, figlio di Bandino il famoso capitano al soldo della Repubblica di Venezia e di Firenze, si fece aiutare anche dalla famiglia Orsini con cui aveva parentela. Sebbene anche il Papa Innocenzo VIII parteggiasse per Manfilia, essendo Cesario Bandini suo segretario, la disputa tra Orvieto e i Bandini si risolse in una lunga guerra, con in palio il possesso di Fabro, Monteleone, Montegabbione, Carnaiola e Salci. La causa legale proseguì, ma nel frattempo il Cesario aveva occupato i castelli su cui pretendeva diritti ereditari.
La guerra tra i Bandini di Castel della Pieve ed Orvieto si concluse nel 1497 con la Battaglia di Fabro e il susseguente Trattato di Pace di Monteleone. Quest'ultima si consumò tra il 13 e il 17 aprile, Fabro in quel momento era roccaforte dei Bandini, per questo motivo gli abitanti che combatterono contro gli orvietani furono considerati da questi come dei ribelli da imprigionare. Il trattato fu firmato a Monteleone nel luglio del 1497, che vide risolversi la questione in questo modo: Salci e Fabro entrarono a far parte dei territori dei Bandini e di Castel della Pieve, mentre Orvieto ottenne il possesso del castello di Monteleone.
Il Castello di Fabro da questo momento rientrerà nei possedimenti dei Bandini di Città della Pieve fino alla seconda metà del ‘500.

#### Lo Statuto del Castello
Durante la signoria dei Bandini di Castel della Pieve, Fabro fu dotato del suo primo statuto comunale moderno.
Lo Statuto di Fabro è costituito di 75 pagine scritte fronte-retro e contempla cinque libri: i primi due sulle cariche amministrative e funzionari, il terzo sui crimini, il quarto sulle tasse ed il quinto sulle pene per chi arrecava danno ai beni privati o pubblici. Sulla prima pagina, si legge a malapena il nome del signore che volle la redazione dello statuto, ossia Nicola del Magnifico Vandino da Castel della Pieve. Questo nome ci permette di datare la prima stesura dello statuto ai primi del '500, a cui furono fatte aggiunte dai successivi proprietari.
Il nome successivo a Nicola di Bandino è quello del Conte Filippo Pepoli del 1549, a cui seguono l'Illustrissima Signora Livia Capranica il 3 maggio 1610, Francesco Antonio Lanci Marchese di Fabbro in 24 giugno 1682, Illustrissima Signora Marchesa Girolama Chigi Lanzi Padrona del Castello di Fabbro e della tenuta di Salce il 22 ottobre 1662. L'ultima data e quindi aggiunta è del 1704 e fu fatta ad opera del Marchese Francesco Antonio Lanci, figlio di Girolama Chigi.

#### Il restauro del castello
Sempre durante la signoria dei Bandini di Castel della Pieve, il castello di Fabro fu oggetto di un progetto di ristrutturazione commissionato a Antonio da Sangallo il Giovane. L'architetto, infatti, tra il 1527-1533 era impegnato in zona nella costruzione del Pozzo di San Patrizio ad Orvieto e in uno dei numerosi tentativi di bonifica della Val di Chiana.
In un primo momento il disegno fu interpretato come una ristrutturazione di Castel della Pieve, ma il luogo in questione non poteva essere tale città, sia per le dimensioni ridotte sia per l'assetto urbano. È noto, infatti, che la città ha una planimetria a forma di aquila. Oltretutto è esplicitamente riportata la dicitura "Fabro | de' signori Bandino | da Castel dilla Pieve". Il disegno si trova oggi conservato presso il Gabinetto Disegni e Stampe della Galleria degli Uffizi di Firenze.
Il progetto è stato realizzato su carta gialla con penna ad inchiostro marrone ed ha le dimensioni di 18,5 x 25,4 cm. La scala è il piede romano equivalente a 29,64 cm. Non è possibile, però, decretare con certezza se questo disegno sia un progetto di rifacimento completo del castello o una ristrutturazione della sola zona della piazzetta principale e delle mura. Si ignora, però, il motivo per cui i Bandini abbiano deciso di ristrutturare il castello di Fabro.

### Epoca moderna
In seguito alla fine della guerra tra Orvieto e Città della Pieve, a partire dal 1497 i Bandini furono i signori di Fabro. Il feudo di Fabro passò quindi per via ereditaria a Bandino, figlio di Cesareo morto in guerra, e poi a Nicola. Quest'ultimo sposò la contessa Francesca Vitelli di Terni da cui ebbe un unico figlio Bandino III. Questi si sposò con la nobildonna romana Giulia Cesarini da cui ebbe due figlie Porzia e Lucrezia. Bandino III morì all'incirca nel 1531, per cui Giulia rimasta vedova e si sposò nuovamente. Il secondo marito fu il conte Filippo Pepoli da Bologna, figlio di Guido, il quale ricoprì il ruolo di amministratore del castello di Fabro. Questi portò con sé a Città della Pieve anche i suoi due figli, Guido e Giovanni. Si sa dai documenti dell'archivio storico di Città della Pieve, che nello stesso anno, il 1543, Giulia Cesarini sposò Filippo Pepoli, Porzia sposò Giovanni Pepoli e Lucrezia Giudo Pepoli.
Lucrezia ebbe il possesso di Fabro. Sfortunatamente Guido Pepoli morì prematuramente, così la donna sposò il principe Matteo Stendardi di Napoli, nipote di Paolo IV. Questi ricoprì la carica di Governatore di Città della Pieve al posto del Marchese Ascanio della Corgna e si occupò di Fabro in luogo della moglie. Il suo nome, oltre ad essere presente in libri che parlano di Città della Pieve, ritorna anche nei documenti presenti nell'archivio storico comunale di Fabro.
Lucrezia morì e i suoi beni tornarono nelle mani della madre Giulia Cesarini. Questa a sua volta morì e il 31 agosto del 1570 per testamento tutti i suoi beni andarono alla nobildonna romana Livia Capranica, sua pronipote. Si dice che scelse questa famiglia per una cortesia che le fece il marchese Angelo Capranica, padre di Livia, prestandole qualche migliaio di scudi.
Livia Capranica fu figlia di Angelo Capranica e di Marzia del Bufalo, e sorella di Ortensia moglie di Mario Capizucchi. Nel 1574, sposò Michele Bonelli di Alessandria, futuro Duca di Salci, fratello del Cardinale Michele Bonelli, detto l'Alessandrino, e pronipote di Papa Pio V, Michele Ghislieri. Alla morte della marchesa Capranica, nel 1627, il castello di Fabro e una parte del territorio di Salci (corrispondente all'attuale isola amministrativa di Poggiovalle) furono ereditati da suo nipote Francesco Capizucchi, figlio della sorella Ortensia. Il castello fu proprietà di questa famiglia solo per dieci anni, poiché per debiti di gioco, Francesco fu costretto a vederlo al Comune di Orvieto nel 1638.
Il Comune di Orvieto possedette il castello fino al 1654, quando il feudo fu comprato dal marchese Carlo Maria Lanci. In quello stesso anno il feudo fu elevato marchesato da Papa Innocenzo X, come attestato dai documenti presenti nell'archivio storico comunale. Nello statuto del castello compaiono anche la moglie, la Marchesa Girolama Chigi Lanci, della famiglia Chigi di Viterbo, che morì nel 1677, e il figlio Francesco Antonio Lanci. Per via ereditaria, il castello fu anche breve possesso della famiglia Bichi di Siena, nella figura di Galgano Bichi marito di Girolama, figlia del marchese Lanci, come testimoniato dal libro dei Proventi del castello del 1639-1754, conservato in comune.
Alla morte di questa, nel 1743, rivendicò i diritti di successione sui possedimenti di Girolama, Don Girolamo Vaini Principe di Cantalupo. Tale passaggio di proprietà è segnalato nel libro dei proventi del castello del 1639-1754.
Nel 1744, però, Don Girolamo Vaini morì ed il feudo di Fabro passò ai Marchesi Girolamo, Francesco e Giacomo Antinori di Perugia nel 1745, già proprietari di San Pietro Acqueortus dal 1733.
Dopo la Restaurazione del 1815, fu emanata per tutto lo Stato Pontificio l'abolizione delle giurisdizioni baronali. Pertanto, il marchesato di Fabro si estinse nel 1818. Al momento dello scioglimento del feudo, il Comune di Fabro aveva un'ampiezza che comprendeva l'antico territorio del castello, San Pietro Acqueortus e Poggiovalle.
Nel 1861, fu aperta la tratta ferroviaria Roma-Firenze che transita alle pendici del colle di Carnaiola. Da questo momento in più iniziò a fiorire la frazione più popolosa dell'attuale comune, Fabro Scalo. Nel 1867, per motivi di riassetto territoriale voluti dal nascente Stato Italiano, furono sciolti molti comuni italiani e tra questi Carnaiola. Il suo territorio fu quindi inglobato nel comune di Fabro, andando a divenire una frazione.
Nel 1963, alle pendici del colle di Fabro fu aperta una nuova infrastruttura, l'Autostrada del Sole, che contribuì alla nascita della terza frazione del comune, loc. Colonnetta, sorta in prossimità dello svincolo autostradale.

## Monumenti e luoghi d'interesse

### Fabro
- Castello di Fabro - XVI secolo su impianto altomedievale
- Belvedere del Torrione del Castello - punto panoramico a 360° sulla Val di Chiana
- Chiesa parrocchiale di San Martino di Tours - XVI secolo su probabile impianto altomedievale
- Palazzo Comunale di Fabro - XIX secolo
- Santuario della Madonna delle Grazie - XX secolo
- Casal Mascelloni - XV secolo

### Carnaiola
- Castello di Carnaiola - XVII secolo su impianto altomedievale
- Chiesa di San Severo e Salvatore - XVI secolo su impianto altomedievale
- Cappella della Beata Vanna da Carnaiola
- Rudere della Chiesa di San Nicola

### Itinerari
- Sentiero delle Crete
- Sentiero della Bonifica
- Percorso dell'Acqua
- Via Romea di Stade
- Belvedere dei Calanchi

## Società

### Evoluzione demografica
Abitanti censiti

### Tradizioni e folclore
- Marzo/aprile: Rievocazione storica Via Crucis (Carnaiola)
- Maggio: Cantamaggio Fabrese (Fabro)
- Novembre: Maratonina di San Martino] (Fabro) - gara podistica di 15 km

## Cultura

### Cucina
- Tartufo bianco
- Tartufo nero
- Tartufo scorzone
- Torta di Pasqua salata e dolce
- Manfrengole - pasta fatta in casa a base di acqua e farina
- Cianfragnone (Carnaiola) - pasta fatta in casa a base di acqua e farina
- Miele
- Torta sotto al foco con salsicce e rape
- Prodotti da forno dolci e salati
- Carne chianina

## Infrastrutture e trasporti
Nei dintorni del comune di Fabro scorre l'autostrada A1, l'unico tratto autostradale presente in territorio umbro, che serve il territorio comunale con l'omonimo casello.
È presente anche una stazione nei pressi di Fabro Scalo, quella di Fabro-Ficulle.

## Geografia antropica

### Frazioni

#### Fabro Scalo
Fabro Scalo è una frazione del comune di Fabro, abitata da 1.488 residenti (dati Istat, 2001) e collocata a 242 m s.l.m., sotto la collinetta dove sorge la frazione di Carnaiola, dall'altro lato della valle rispetto al centro storico di Fabro. Il centro nasce a seguito dell'apertura della linea ferroviaria Roma-Firenze, inaugurata nel 1861, e a seguito della nascita dello scalo. Fabro Scalo, infatti, nasce ai primi del '900, espandendosi notevolmente nel secondo dopoguerra. Ora costituisce la frazione più popolosa del comune e anche il centro economico più importante dell'Alto Orvietano.

#### Carnaiola
La frazione di Carnaiola si trova a breve distanza dal capoluogo, su una collina a 350 m s.l.m. Fu comune autonomo fino al 1869.

#### Colonnetta
La zona dell'attuale frazione Colonnetta, situata alle pendici del colle del centro storico, è stata abitata da sempre con casolari sparsi nella campagna. Nel 1963, a seguito dell'apertura dell'Autostrada del Sole, che vide la realizzazione sul territorio comunale di uno svincolo e di due aree di sosta, la zona iniziò ad essere popolata maggiormente con la costruzione di nuove abitazioni.

#### Poggiovalle
La frazione di Poggiovalle costituisce un'isola amministrativa del comune di Fabro, inclusa tra Città della Pieve, vicino al borgo di Salci, Cetona (SI) e San Casciano dei Bagni (SI). In questa zona è presente un'azienda agricola.

## Amministrazione
| Periodo        | Periodo        | Primo cittadino  | Partito                       | Carica  | Note   |
| -------------- | -------------- | ---------------- | ----------------------------- | ------- | ------ |
| 23 aprile 1995 | 13 giugno 1999 | Giancarlo Fucili | centrodestra                  | Sindaco | [ 20 ] |
| 13 giugno 1999 | 7 giugno 2009  | Anacleto Carboni | centrosinistra                | Sindaco | [ 20 ] |
| 7 giugno 2009  | 27 maggio 2019 | Maurizio Terzino | Partito Democratico           | Sindaco | [ 20 ] |
| 27 maggio 2019 | 10 giugno 2024 | Diego Masella    | lista civica Obiettivo comune | Sindaco | [ 20 ] |
| 10 giugno 2024 | in carica      | Simone Barbanera | lista civica Impegno comune   | Sindaco | [ 21 ] |

### Gemellaggi
- Bas-en-Basset